# Венцел I (Люксембург)
Венцел I Люксембургски (на немски: Wenzel I; * 25 февруари 1337, Прага; † 8 декември 1383, Люксембург) от Дом Лимбург-Арлон, е първо граф и от 1354 до 1383 г. херцог на Люксембург.

## Живот
Син е на Ян Люксембургски († 26 август 1346), крал на Бохемия, и Беатрис Бурбонска (1305 – 1383), дъщеря на херцог Луи I Бурбон. Полубрат е на Карл IV, римско-немски крал 1346/1347 г., император на Свещената Римска империя от 1355 г.
Венцел се жени през 1352 г. за Йохана (1322 – 1406), дъщеря и наследничка на Йоан III, херцог на Брабант и Лимбург (1312 – 1355). Брат му Карл IV издига през 1354 г. Люксембург на херцогство и на 13 март 1354 г. Венцел става първият херцог на Люксембург.
Бездетният Венцел е наследен като херцог на Люксембург от Венцел IV Мързеливи, синът на Карл IV. Йохана си запазва херцогствата Брабант и Лимбург и през 1390 г. ги дава за закрила на Филип II (херцог на Бургундия).